# Augie Wolf
August Louis Wolf, detto Augie (3 settembre 1961), è un ex pesista statunitense.

## Doping
Nel 1985, subì una squalifica a vita per essersi rifiutato di sottoporsi ad un test antidoping il 7 luglio dello stesso anno dopo una competizione a Byrkjelo in Norvegia.
La commissione d'appello decise poi di ridurre la pena a 18 mesi.
Nel 1989, ai campionati nazionali statunitensi indoor, venne trovato positivo ad un test antidoping al testosterone, ma non ci fu alcuna squalifica visto che i risultati del test, pur essendo anormali, non potevano essere considerati sufficienti, là di ogni ragionevole dubbio, per una condanna di colpevolezza.

## Palmarès
| Anno | Manifestazione  | Sede        | Evento         | Risultato | Misura  | Note |
| ---- | --------------- | ----------- | -------------- | --------- | ------- | ---- |
| 1983 | Universiadi     | Edmonton    | Getto del peso | 5º        |         |      |
| 1984 | Olimpiadi       | Los Angeles | Getto del peso | 4º        | 20,93 m |      |
| 1989 | Mondiali indoor | Barcellona  | Getto del peso | 4º        | 20,82 m |      |